# إليزابيث إس. أندرسون
إليزابيث إس. أندرسون (بالإنجليزية: Elizabeth S. Anderson)‏ هي فيلسوفة أمريكية، ولدت في 5 ديسمبر 1959 في بوسطن في الولايات المتحدة.

## وصلات خارجية
- الموقع الرسمي